# Act of Denial
Act of Denial — міжнародний супергурт, створений у 2020 році.
Музика гурту була класифікована як мелодійний дез-метал.

## Склад гурту
- Бьорн Стрід (Bjorn Strid) — вокаліст (Soilwork),
- Вой Кокс (Voi Cox) — гітарист, автор пісень і продюсер (Koziak, Victim),
- Люгер (Luger) —  автор текстів і гітарист (Benighted, Koziak),
- Стів Ді Джорджіо (Steve Di Giorgio) — басист (Death, Testament),
- Керім Лехнер (Kerim "Krimh" Lechner) — барабанщик (Septicflesh),
- Джон Льоннмір (John Lönnmyr) — клавішник (The Night Flight Orchestra).

## Історія
Дебютний альбом гурту Act of Denial, Negative, вийшов 13 серпня 2021 року, йому передували п’ять синглів «Puzzle Heart», «Controlled», «Down That Line», «Slave» і «Your Dark Desires».
Для запису альбому були запрошені музиканти:
- Рон Тал (Ron "Bumblefoot" Thal) — Guns N' Roses, Sons of Apollo,
- Маттіас І. А. Еклунд (Mattias IA Eklundh) — Freak Kitchen,
- Боббі Коелбл (Bobby Koelble) — Death,
- Пітер Вічерс (Peter Wichers) — Soilwork, Warrel Dane.

У березні 2022 року гурт Act of Denial оголосив, що розпочав роботу над своїм другим студійним альбомом.
Перший сингл альбому, «Unbury the Hatchet», був випущений для потокових сервісів 4 лютого 2024 року.

## Дискографія

### Альбоми
- Negative (2021)

### Сингли
- "Puzzle Heart" (2020)
- "Controlled" (2020)
- "Down That Line" (2020)
- "Slave" (2021)
- "Your Dark Desires" (2021)
- "Unbury the Hatchet" (2024)